# Israel Journal of Chemistry
Das Israel Journal of Chemistry, abgekürzt Isr. J. Chem., ist eine wissenschaftliche Fachzeitschrift, die vom Wiley-VCH-Verlag im Auftrag der israelischen chemischen Gesellschaft veröffentlicht wird. Die Zeitschrift wurde 1963 gegründet und erscheint derzeit mit zwölf Ausgaben im Jahr. Es werden Arbeiten aus allen Bereichen der Chemie veröffentlicht.
Der Impact Factor lag im Jahr 2020 bei 3,333. Nach der Statistik des Web of Science wird das Journal mit diesem Impact Factor in der Kategorie multidisziplinäre  Chemie an 83. Stelle von 178 Zeitschriften geführt.